# Gyonam-dong
Gyonam-dong là một dong, phường của Jongno-gu ở Seoul, Hàn Quốc.

## Liên kết
- Trang chính thức Jongno-gu bằng tiếng Anh
- (tiếng Hàn) Trang chính thức Jongno-gu
- (tiếng Hàn) Biểu tượng của Jongno-gu bởi dong hành chính Lưu trữ ngày 23 tháng 2 năm 2004 tại archive.today
- (tiếng Hàn) Văn phòng dân cư Gyonam-dong Lưu trữ ngày 5 tháng 4 năm 2004 tại archive.today
- (tiếng Hàn) Nguồn gốc tên của Gyonam-dong[liên kết hỏng]